# Guvernatorii Generali ai Canadei, 1613-1760
Aceasta este o listă ce conține toți Guvernatorii Generali ai Canadei din perioada Noii Franțe, 1613 - 1760.

### "Preistoria" funcției
- Circa 1613 -- Exploratorul Samuel de Champlain a devenit primul guvernator neoficial al Noii Franțe.  Mai târziu a fost efectiv numit în funcție de către Regele Louis XIII.

### Un singurGuvernator Generala fost numit deLudovic al XIII-lea al Franței
- 1627 - 1635  --  Samuel de Champlain

### Guvernatori Generalinumiți deLudovic al XIV-lea al Franței
- 1636 - 1648  --  Charles Hault de Montmagny
- 1648 - 1651  --  Louis d'Ailleboust de Coulonge
- 1651 - 1657  --  Jean de Lauzon
- 1658 - 1661  --  Pierre de Voyer d'Argenson
- 1661 - 1663  --  Pierre Du Bois d'Avaugour
- 1663 - 1665  --  Augustin de Saffray d'Mesy
- 1665 - 1672  --  Daniel de Rémy
- 1672 - 1682  --  Louis de Buade de Frontenac
- 1682 - 1685  --  Joseph-Antoine Lefebvre de La Barre
- 1685 - 1689  --  Jacques-Rene de Brisay
- 1689 - 1698  --  Louis de Buade de Frontenac
- 1698 - 1703  --  Louis-Hector de Callière

### Guvernatori Generalinumiți deLudovic al XV-lea al Franței
- 1703 - 1725  --  Philippe de Vaudreuil
- 1726 - 1747  --  Charles de la Boische
- 1747 - 1749  --  René-Michel Barrin
- 1749 - 1752  --  Jacques-Pierre de Taffanel
- 1752 - 1755  --  Ange Duquesne-Menneville
- 1755 - 1760  --  Pierre-François de Rigaud